# Volkswagen ID.3
Volkswagen ID.3 — первый серийный электромобиль Volkswagen. Официальная презентация состоялась 9 сентября 2019 года на международном автосалоне во Франкфурте. Основой электромобиля является платформа MEB (нем. Modularer E-Antriebs-Baukasten), как база будущих электромобилей. В платформе MEB аккумуляторная батарея расположена в полу автомобиля. Volkswagen ID.3 является первым транспортным средством семейства ID.
Volkswagen ID.3 может выпускаться в 10 следующих версиях: Pro, Life, Business, Family, Style, Tech, Max, Pro S, Tour и GTX.

## Наименование
После очень успешных продаж моделей Жук (первый) и Гольф (второй), ID.3 должен стать третьим автомобилем этого исторического ряда. Кроме этого, традиционно, число «3» означает, что модель относится к сегменту компактных автомобилей. ID (Intelligent Design) означает интеллектуальный дизайн, индивидуальность и передовые технологии.

## Резервирование
8 мая 2019 года компания Volkswagen запустила операцию резервирования «Pre-Booking», для специальной модели ID.3 1ST, ограниченной 30 000 экземпляров по всему миру. Для этого потребовалась предоплата (возвращаемая) в размере 1000 евро. Эта модель будет поставляться с 58-ми киловаттной батареей и дальностью до 420 километров. В начале сентября 2019 года Volkswagen опубликовала, что все 30 000 авто зарезервированы, тем самым «распродав» ID.3-1ST. В настоящий момент можно забронировать и другую модель ID.3 Pure, начальная цена которой будет составлять 29 900 €. Реальные договоры купли-продажи в Германии могут быть заключены только с 1 апреля 2020 года.

## Производство
Производство автомобиля началось 4 ноября 2019 года на заводе в Цвиккау. Запуск второй сборочной линии запланирован в апреле 2020 года. Выпуск первых 200 предсерийных автомобилей был подтверждён компанией Volkswagen в мае 2019 года.
В октябре 2020 года Volkswagen ID.3 стал самым популярным электромобилем в Европе.
| Год                | Количество ID.3 | Количество Cupra Born | Источник |
| ------------------ | --------------- | --------------------- | -------- |
| 2019               | 50              | -                     | [ 5 ]    |
| 2020               | 64 259          | -                     | [ 5 ]    |
| 2021               | 73 738          | 4801                  | [ 6 ]    |
| 2022               | 83 432          | 36 153                | [ 7 ]    |
| Всего              | 221 479         | 40 954                |          |
| Всего (Обе модели) | 262 433         | 262 433               |          |

## Безопасность
Осенью 2020 г. Euro NCAP-Краш-тест присвоил Volkswagen ID.3 пять из пяти возможных звёзд.

## Характеристики
| Версия                          | ID.3 Pure Performance, ID.3 City, ID.3 Style | ID.3 Pro, ID.3 Life, ID.3 Business, ID.3 Family, ID.3 Tech, ID.3 Max | ID.3 Pro S, ID.3 Tour        |
| ------------------------------- | -------------------------------------------- | -------------------------------------------------------------------- | ---------------------------- |
| Ёмкость аккум. батареи          | 48 кВт⋅ч                                     | 62 кВт⋅ч                                                             | 82 кВт⋅ч                     |
| Масса аккум. батареи            | 310 кг                                       | 385 кг                                                               | 514 кг                       |
| Мощность электродвигателя       | 110 кВт (150 л.с., 310 Н⋅м)                  | 107 кВт (145 л.с., 275 Н⋅м) / 150 кВт (204 л.с., 310 Н⋅м)            | 150 кВт (204 л.с., 310 Н⋅м)  |
| Привод                          | задний                                       | задний                                                               | задний                       |
| Максимальная дальность          | 350 км                                       | 425 км                                                               | 545 км                       |
| Максимальная скорость           | 160 км/ч                                     | 160 км/ч                                                             | 160 км/ч                     |
| Время ускорения 0 - 100 км/ч    | 8,9 с                                        | 9,6 с / 7,3 с                                                        | 7,9 с                        |
| Расход электроэнергии           | 13,1 — 13,8 кВт⋅ч/100 км                     | 13,4 — 14,1 кВт⋅ч/100 км / 14,5 — 15,4 кВт⋅ч/100 км                  | 13,5 — 14,1 кВт⋅ч/100 км     |
| Мощность заряд. устройства (AC) | 7,4 кВт (230 В, 2 x 16 А)                    | 11 кВт (230 В, 3 x 16 А)                                             | 11 кВт (230 В, 3 x 16 А)     |
| Мощность заряд. устройства (DC) | 50 кВт / 100 кВт                             | 100 кВт                                                              | 125 кВт                      |
| Масса                           | 1770 кг                                      | 1800 кг                                                              | 1930 кг                      |
| Допустимый мах. вес             | 2240 кг                                      | 2270 кг                                                              | 2280 кг                      |
| Гарантия на аккум. батарею      | 8 лет или 160 000 км пробега                 | 8 лет или 160 000 км пробега                                         | 8 лет или 160 000 км пробега |

В качестве источника питания служит литий-ионная аккумуляторная батарея, выпускаемая в трёх вариантах, с ёмкостью 48, 62 и 82 кВт⋅ч. 6 % ёмкости батареи зарезервированы под систему управления самой батареей, остальные 94 % на привод.
Для зарядки аккумуляторной батареи на борту автомобиля имеется 11-киловаттное зарядное устройство, подключаемое к 3-х фазной сети переменного тока (230 В, 3 x 16 А). В варианте с 45 кВт⋅ч аккумуляторной батареей зарядное устройство имеет мощность всего 7,4 кВт.
ID.3 — первый автомобиль от Volkswagen, который использует Automotive Cloud (на базе Microsoft Azure) и новую для транспортных средств операционную систему vw.os.
В соответствии с постановлением Европейского парламента, которое гласит, что зарегистрированные с 1 июля 2019 года электромобили и гибриды на скоростях до 20 км/ч должны издавать предупреждающий сигнал или искусственный шум (Акустическая система оповещения транспортных средств, сокращённо AVAS), автоматически издаваемый при движении, Volkswagen для ID.3 создал индивидуальный звук, составленный музыкальным продюсером Лесли Мандоки, и отличающий его от других автомобилей с электрическим приводом.

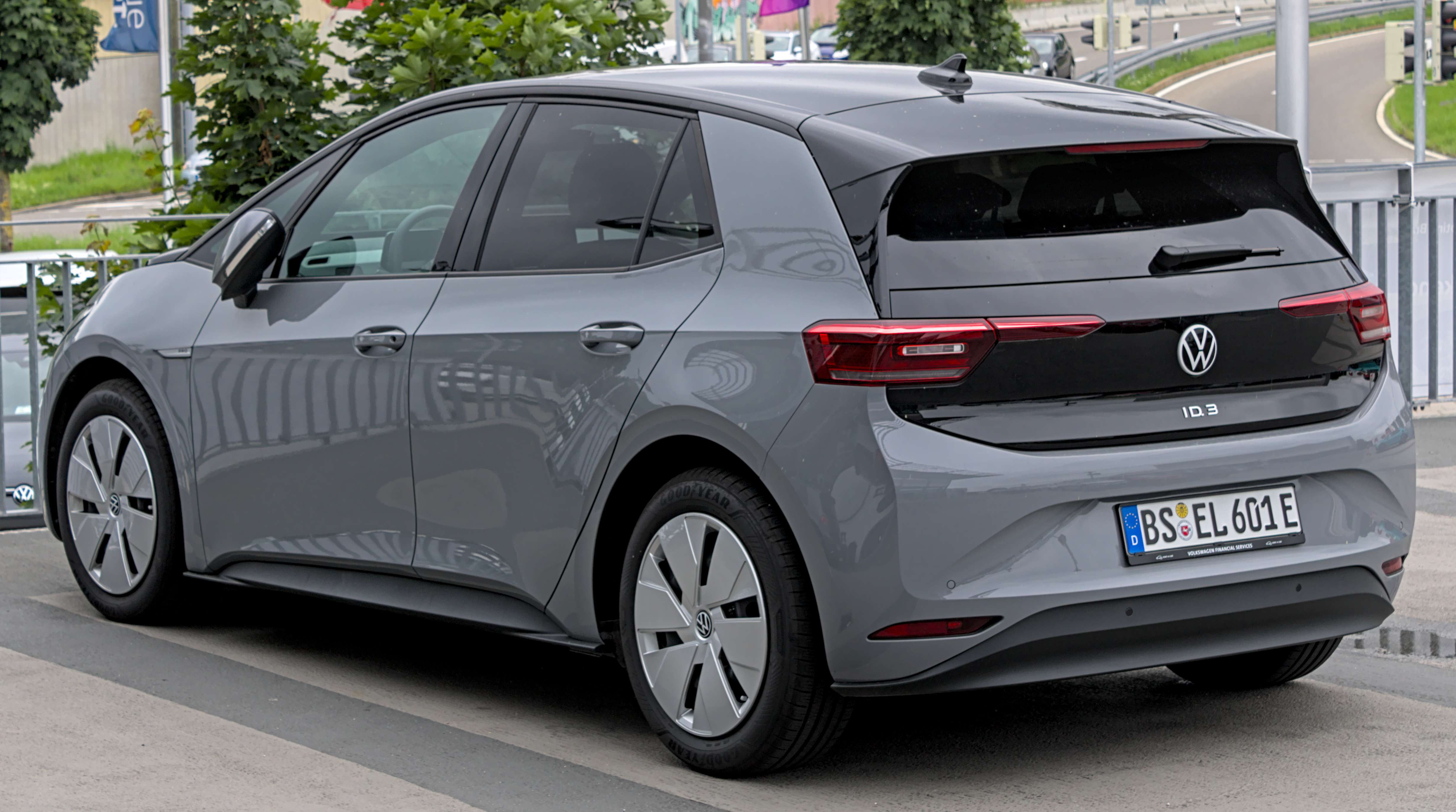
Вид сзади

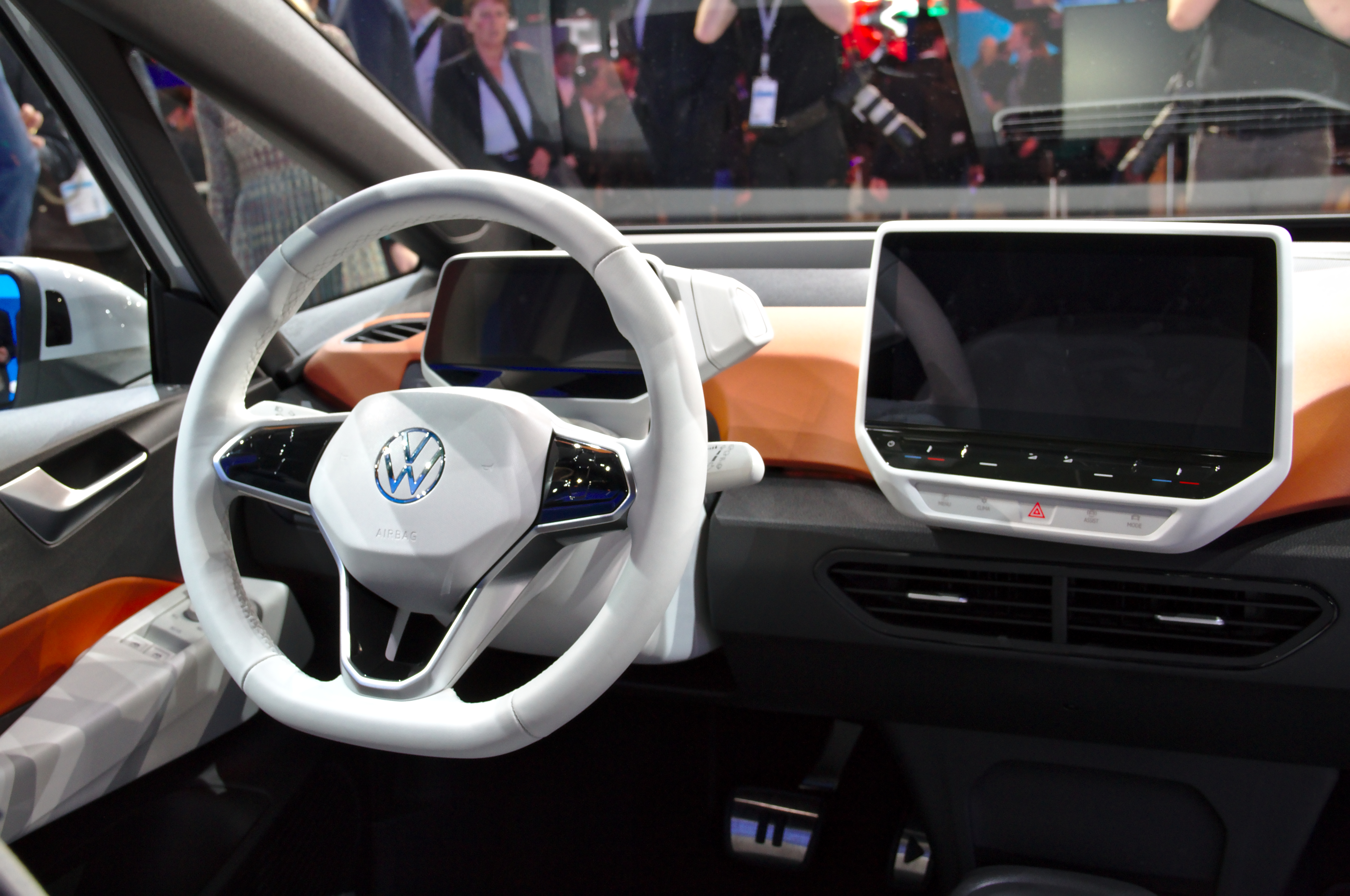
Интерьер

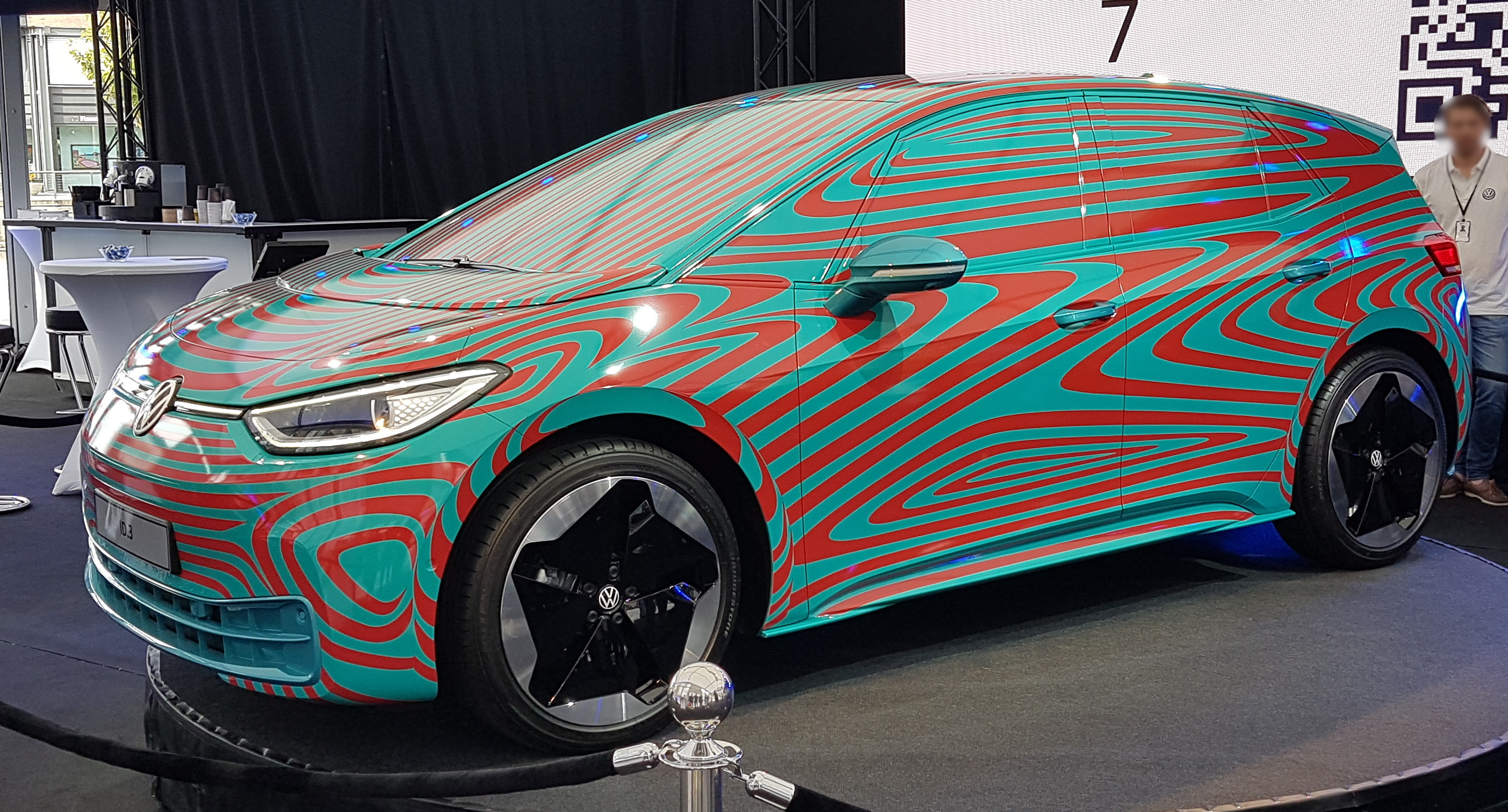
Замаскированный VW ID.3 на презентации в Осло в августе 2019 года

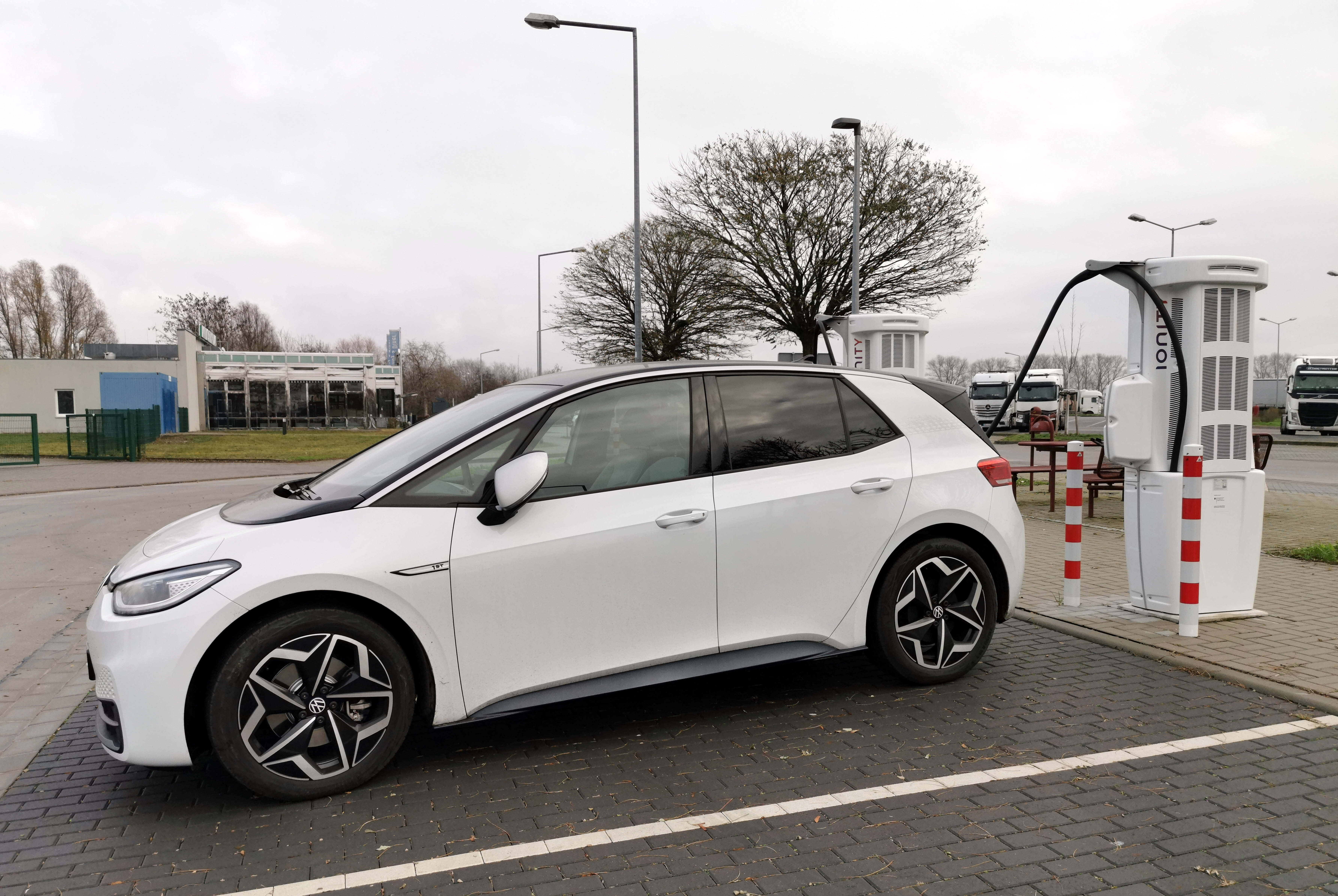
VW ID.3 на зарядке

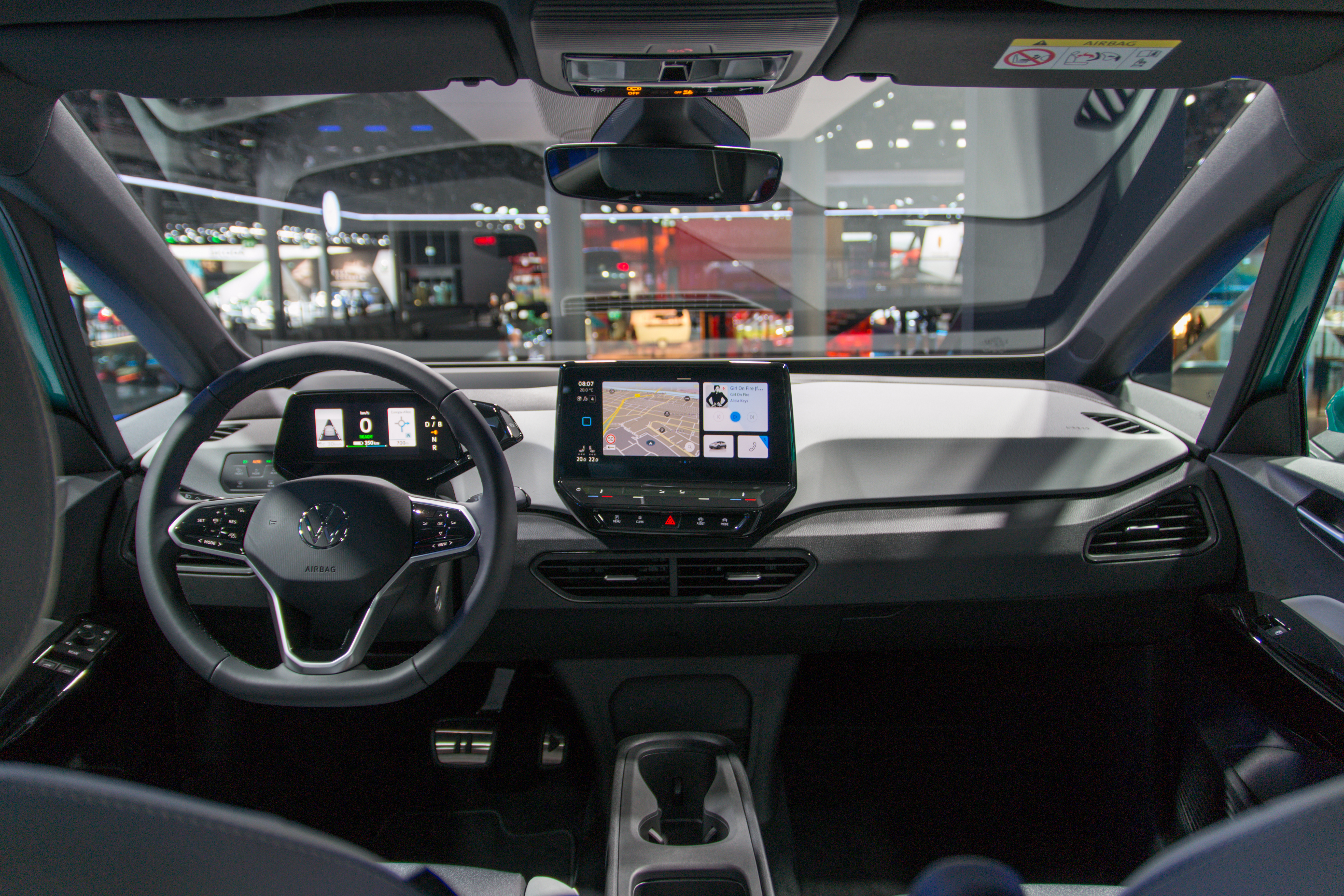
Интерьер

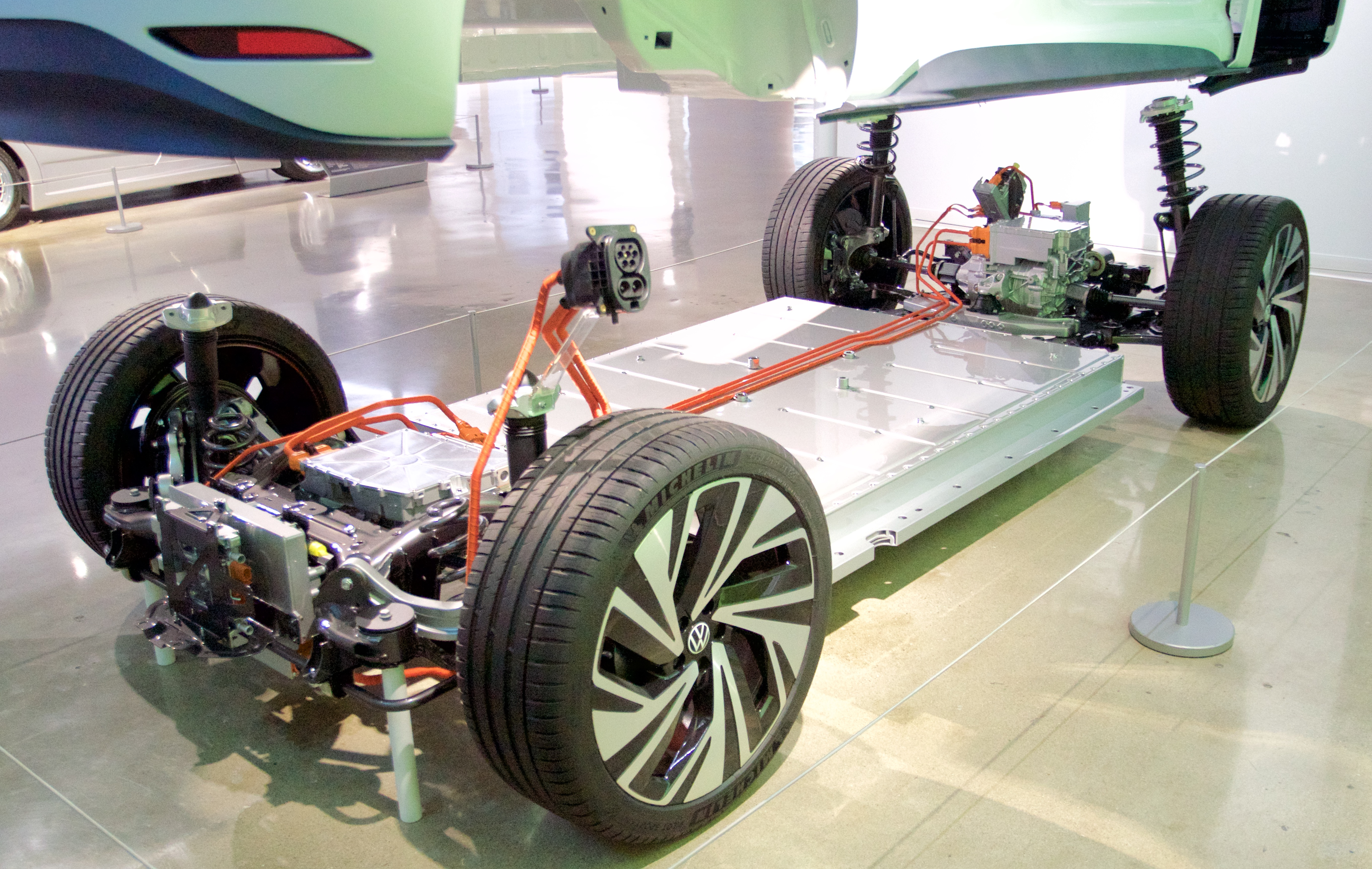
Платформа MEB

## Проблемы с программным обеспечением
В мае 2020 года представители Volkswagen заявили о больших проблемах, связанных с ошибками программного обеспечения, которые Volkswagen не мог исправить. Была объявлена готовность совместно с Daimler и BMW создать совместную операционную систему. К этому времени на заводе в Цвиккау тысячи готовых машин стояли в ожидании обновления ОС. Было объявлено, что поставка ID.3 будет отложена как минимум до сентября 2020. Некоторые укомплектованные автомобили могут быть доставлены в сентябре, а подключённые к облаку, вероятно, не будут доставлены до конца 2020 года.